# Pierre Cauvin
Pour les articles homonymes, voir Cauvin.
Pierre Cauvin, né en 1933 et décédé le 11 janvier 2012, est un violoniste qui s'est inscrit dans la tradition  de l'école belge de violon.

## Biographie
En 1959, il décroche le pupitre de premier violon à l’Orchestre national de Belgique, avant d’entrer, dix ans plus tard, aux Solistes de Bruxelles, qui deviendront l’Ensemble d’Archets Eugène Ysaÿe et ensuite l’Orchestre royal de chambre de Wallonie. Il a à son actif plus de trois mille concerts à travers le monde et des centaines d’enregistrements.